# 니키아스

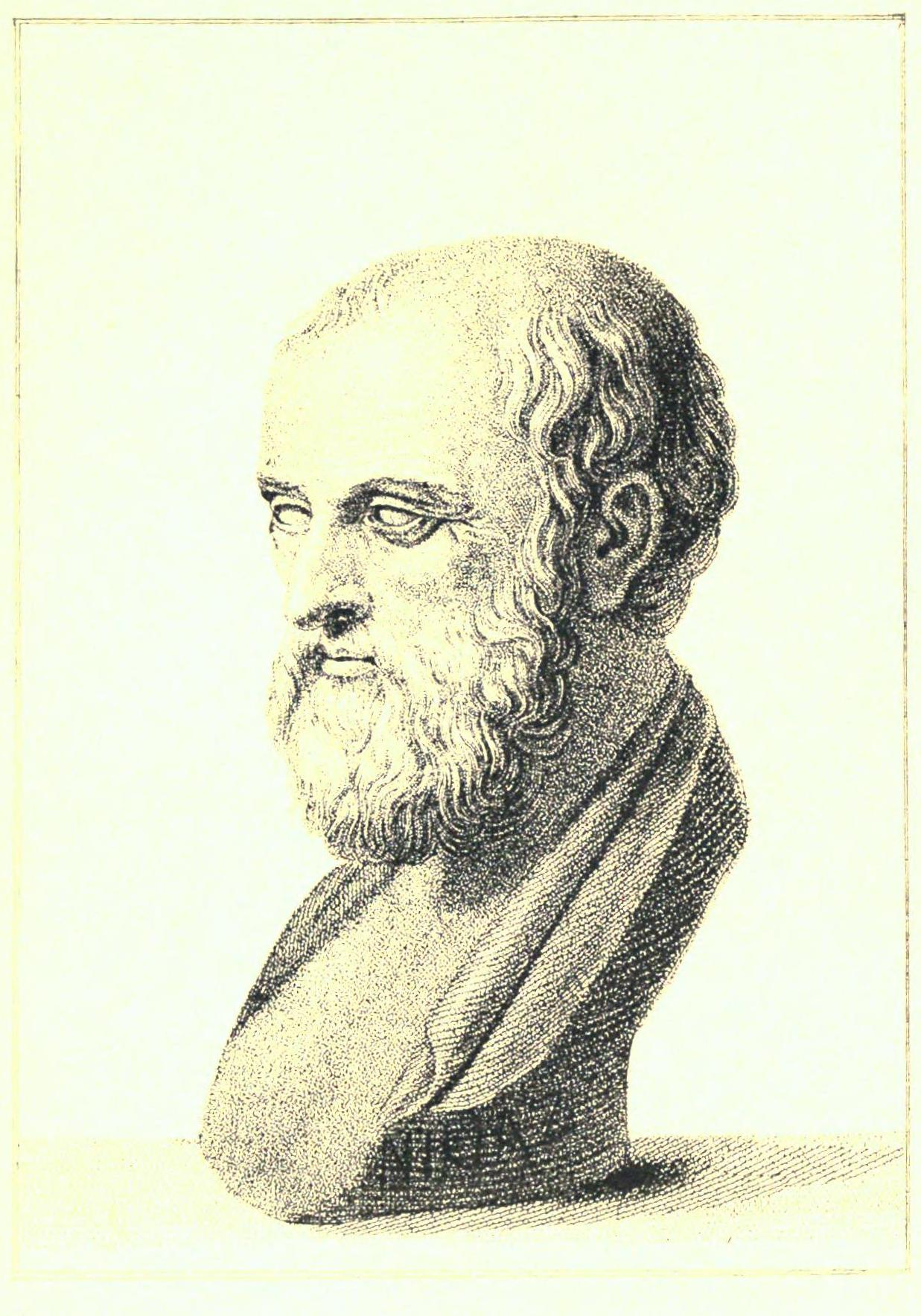
니키아스

니키아스(고대 그리스어: Νικίας Nikias, 기원전 470년경 - 기원전 413년)는 펠로폰네소스 전쟁 기간에 활약한 고대 아테나이의 정치인, 장군이다. 아테나이의 귀족으로 아버지로부터 많은 재산을 물려받았으며, 이것을 아티카의 라우리움 산 주변에 은광에 투자를 했다. 기원전 429년 페리클레스의 죽음 이후에, 정치 지도자의 자리를 놓고 클레온과 민주정 파벌의 주요 경쟁자가 되었다. 그의 정치적 견해는 온건적이었고, 민주정 지지자들의 과격한 제국주의를 반대했다. 그의 주요 목표는 아테나이에 유리한 조건으로 가능하면 빨리 스파르타와 평화롭게 지내는 것이었다.
그는 펠로폰네소스 전쟁 기간 아테나이의 스트라테고스 직에 자주 선출되었다. 그는 성과없는 여러번의 원정을 이끌었다. 그럼에도 불구하고, 기원전 421년 니키아스 평화조약으로 이끈 성공적인 협상을 담당할 수 있었다. 그 뒤 기원전 415년 시켈리아 원정의 지휘관을 맡았으나 패배하였고, 기원전 413년 포로로 붙잡혀 시라쿠사이 인근의 채석장에서 처형당했다.